# Manel Armengol
Manel Armengol i Cervera (Badalona, 29 d'octubre de 1949) és un fotògraf català.
Va estudiar periodisme al ICCIC a Barcelona i va començar a col·laborar com periodista en el diari barceloní Hoja del Lunes i altres mitjans de comunicació fins al 1976, moment en què comença a dedicar-se més concretament al fotoperiodisme.
És en aquests moments de transició a la democràcia quan fa fotografies d'una càrrega policial en una manifestació pacífica «Llibertat, Amnistia, Estatut d'Autonomia», organitzada per l'Assemblea de Catalunya. Va sintetitzar la repressió policial i el conflicte polític del 1976 en una imatge que va fer la volta al món en diaris com Paris Match, The New York Times, Newsweek, Time, Le Nouvel Observateur, New Reporter, Der Spiegel… encara que el redactor en cap del mateix Hoja del Lunes ni cap altre mitjà local ni l'agència Europa Press no van pas gosar publicar-les per por de la censura. Per aquestes fotos va rebre el Premi Nacional de Fotografia de la revista Flash-Fotografia i es poden veure actualment a la col·lecció de fotografia del Museu Nacional d'Art de Catalunya.
Des d'aquest moment Manel Armengol és reconegut com un fotoperiodista de prestigi i viatja com enviat especial a diversos països del món (la Xina, Mèxic, Birmània, Perú, els Estats Units i Algèria). Durant aquests anys el diari The New York Times va publicar unes fotos seves de Joan Miró i de Salvador Dalí.
A principi dels anys 1980 va patir un accident que el forçà a retirar-se de l'actualitat periodística. Com a sortida, comença uns reportatges sobre arquitectura. Són un exemple les seves fotos de les xemeneies de la Casa Milà de Barcelona. Aquest replantejament fotogràfic que el porta a desenvolupar El jardí dels guerrers sobre l'arquitectura del terrat de La Pedrera, 1987 i a iniciar sèries com Foc, Elements (Voices of water i Memories of Wind, Editorial Shiseido, Japó, 2001), Herbarium (2004), fins al seu recent Terrae (2010).
Més endavant dona conferències a la Universitat de Barcelona i a la Universitat Autònoma de Barcelona. El gener del 2016, després de dos anys sense tenir cap encàrrec, sota una amenaça de desnonament es veu obligat a deixar el seu pis de l'Eixample de Barcelona on va viure més de vint anys. Davant el risc de perdre la seva biblioteca i un arxiu d'un milió i mig de fotografies, aconsegueix que l'Arxiu Nacional de Catalunya aculli la seva obra en dipòsit per evitar que es pugui perdre. La fotografia d'Armengol al seu pis de l'Eixample a punt de ser desnonat amb tot el seu arxiu fotogràfic al darrere sense destí es va convertir en la imatge simbòlica de la crisi en la cultura que va denunciar la premsa.
La seva obra ha sigut exposada a ciutats com Barcelona, Madrid, València i a països com el Japó i Veneçuela, entre d'altres.

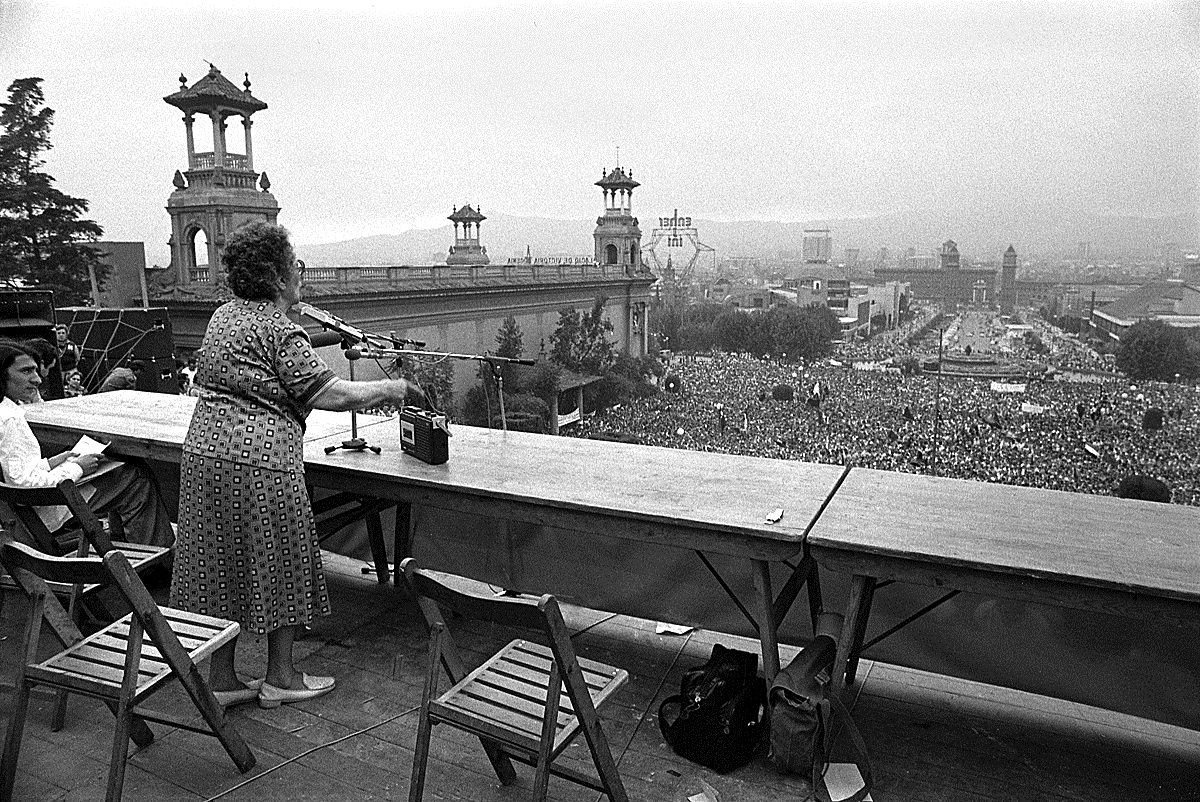
Míting de la CNT a Barcelona el 1977
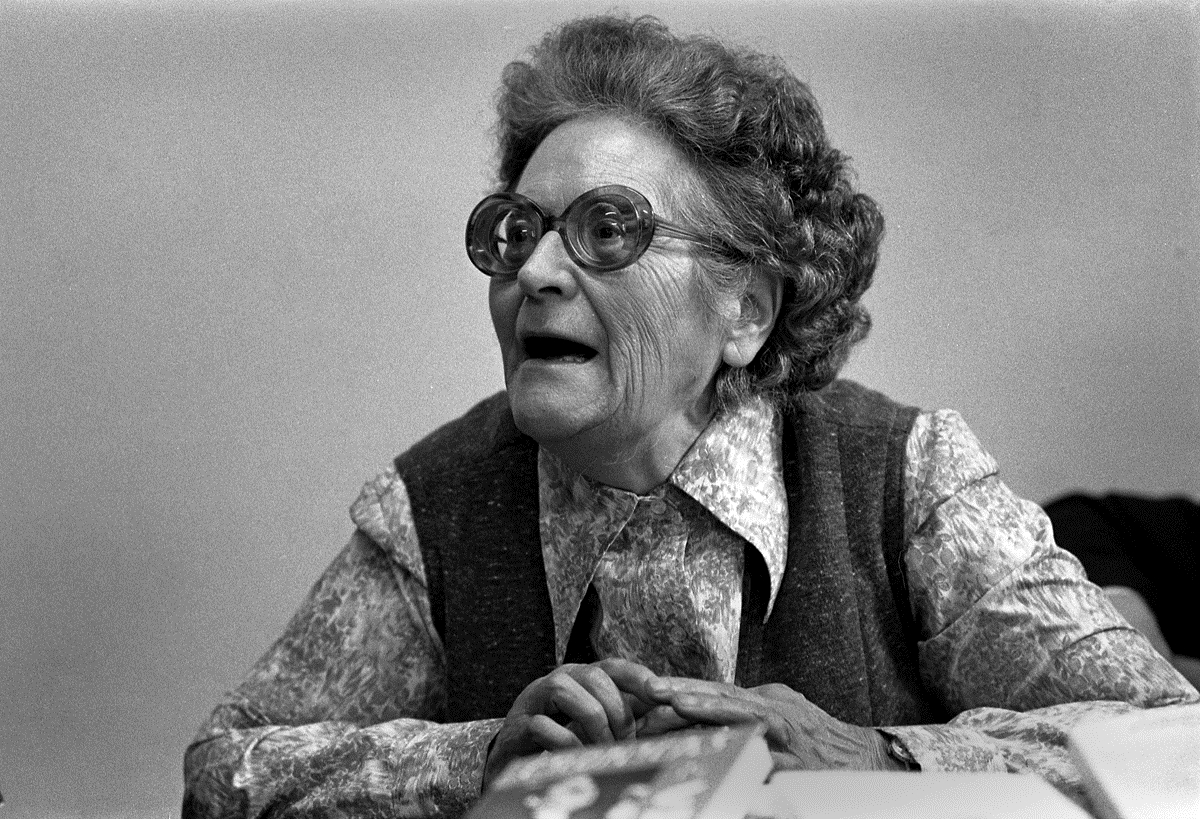
Frederica Montseny
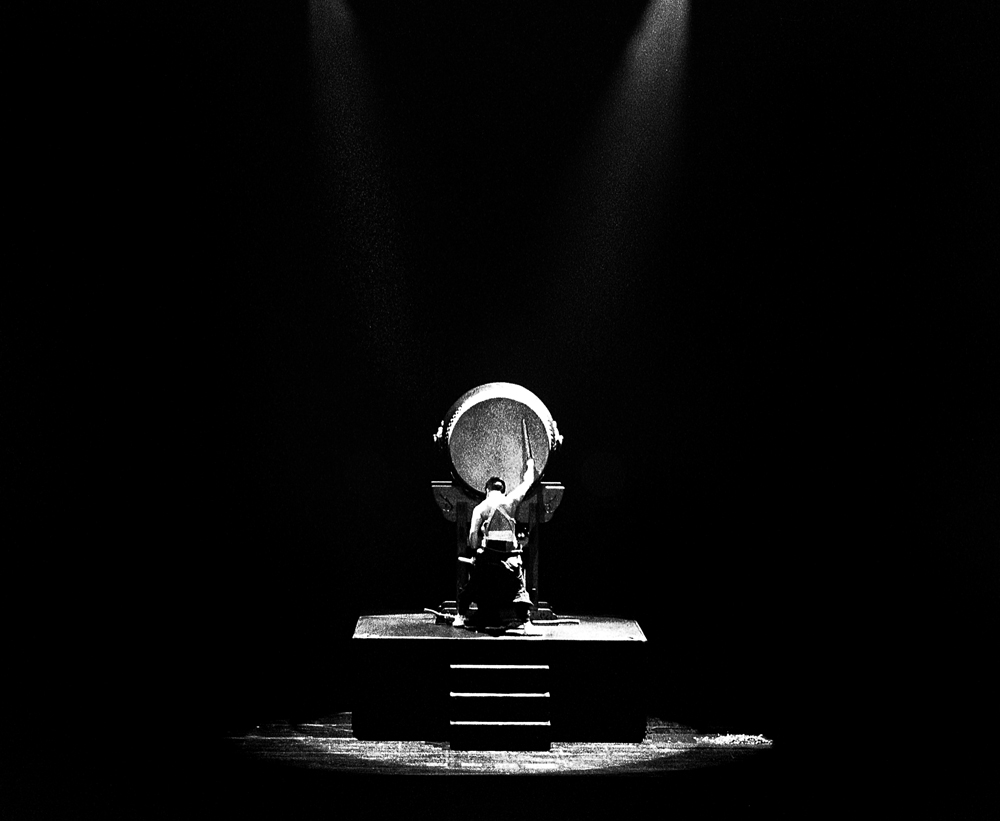
Eitetsu Hayashi en concert a Tòquio
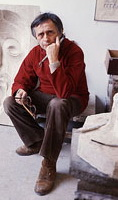
Josep Maria Subirachs

## Publicacions
- El jardí dels guerrers.  Editorial Lunwerg, 1987. amb fotografies nocturnes de La Pedrera acompanyades de textos de Pere Gimferrer, Victòria Cirlot i Josep Maria Subirachs.
- Voices of water & Memories of Winds.  Tòquio: Editorial Shiseido Word, 2001. amb poemes d'Elia Taniguchi.
- Herbarium (en castellà).  Madrid: Turner Editores, 2007. ISBN 8475067832.
- Terræ (en anglès).  Nashville (Tennessee): Turner, 2010, p. 154. ISBN 9788475068930.